# 中嶋忠三郎
中嶋 忠三郎（なかじま ちゅうざぶろう、1900年9月4日 - 1998年1月18日）は、日本の判事、外交官、西武鉄道重役。

## 経歴
群馬県生まれ。1925年中央大学法学部卒、同年司法試験合格。兵役をへて東京地方裁判所判事を務めた後、1936年外務省に入り、新京領事、天津領事、上海領事、勅任総領事で退官。1944年上海居留民団長。敗戦で引き上げを指揮し、46年帰国、西武鉄道に入社、堤康次郎の片腕として、同社重役、顧問弁護士。西武バス社長。1988年『西武王国』を刊行しようとするが西武によって買い占められ幻の本となる。没後にコクド事件が起き、新装版が刊行された。

## 著書
- 『或る裁判官の回想録』近代文藝社 1991年12月20日 ISBN 978-4-7733-1202-7
- 『或る裁判官の回想録 2』近代文藝社 1993年1月15日 ISBN 978-4-7733-1780-0
- 『或る総領事の回想録』近代文藝社 1995年6月30日 ISBN 978-4-7733-3916-1
- 『或る領事官の回想録』近代文藝社 1995年3月10日 ISBN 978-4-7733-3724-2
- 『西武王国 その炎と影 狂気と野望の実録』サンデー社 新装版2004。新版解説は息子

## 注
1. ↑  『「現代物故者事典」総索引 : 昭和元年～平成23年 1 (政治・経済・社会篇)』日外アソシエーツ株式会社、2012年、880頁。
2. ↑  『人物物故大年表』
3. ↑  『西武王国』新装版著者紹介